# Tercera ronda de la clasificación de AFC para la Copa Mundial de Fútbol de 2018
La Tercera ronda de la Clasificación de AFC para la Copa Mundial de Fútbol de 2018 fue la etapa que determinó a los cuatro representantes de la Confederación Asiática de Fútbol (AFC) en la Copa Mundial Rusia 2018 y a los dos clasificados a la cuarta ronda del torneo clasificatorio asiático.

## Equipos participantes
En la tercera ronda participarán 12 selecciones, los 8 ganadores de grupo y los 4 mejores segundos procedentes de la ronda anterior.

### Sorteo
El sorteo se realizó el 12 de abril de 2016 a las 16:30 hora local (UTC+8) en el hotel Mandarin Oriental en Kuala Lumpur, capital de Malasia. Las doce selecciones involucradas fueron distribuidas en seis bombos de acuerdo a su ubicación en el ranking FIFA publicado el 7 de abril de 2016, las dos selecciones mejor ubicadas en el bombo 1, las dos siguientes en el bombo dos y así hasta completar los seis bombos con dos selecciones cada uno.
Entre paréntesis se indica el puesto de cada selección en el ranking FIFA tomado en consideración.
| Bombo 1                  | Bombo 2                       | Bombo 3                             | Bombo 4                                | Bombo 5               | Bombo 6                     |
| ------------------------ | ----------------------------- | ----------------------------------- | -------------------------------------- | --------------------- | --------------------------- |
| Irán (42) Australia (50) | Corea del Sur (56) Japón (57) | Arabia Saudita (60) Uzbekistán (66) | Emiratos Árabes Unidos (68) China (81) | Catar (83) Irak (105) | Siria (110) Tailandia (119) |

El procedimiento del sorteo fue el siguiente:
- En primer lugar se sortearon los dos equipos del bombo 6, el equipo de la primera bolilla sorteada fue asignado a la sexta casilla del grupo A, el equipo de la segunda bolilla fue asignado a la sexta casilla del grupo B.
- La misma mecánica anterior se aplicó para sortear los equipos de los bombos 5, 4, 3, 2 y 1 en ese estricto orden hasta completar las 6 selecciones en ambos grupos.

De esta manera quedaron conformados los 2 grupos de la tercera ronda.

## Formato de competición
En la tercera ronda las 12 selecciones participantes son divididas en 2 grupos de 6 equipos, cada equipo juega dos veces contra los 5 rivales de su grupo en partidos de local y visitante con un sistema de todos contra todos, los equipos son clasificados en los grupos según los puntos obtenidos los cuales son otorgados de la siguiente manera:
- 3 puntos por partido ganado.
- 1 punto por partido empatado.
- 0 puntos por partido perdido.

Si dos o más equipos culminan sus partidos empatados en puntos se aplican los siguientes criterios de desempate (de acuerdo a los artículos 20.6 y 20.7 del reglamento de la competición preliminar de la Copa Mundial de la FIFA 2018):
- Mejor diferencia de gol en todos los partidos de grupo.
- Mayor cantidad de goles marcados en todos los partidos de grupo.
- Mayor cantidad de puntos obtenidos en los partidos entre los equipos en cuestión.
- Mejor diferencia de gol resultado de los partidos entre los equipos en cuestión.
- Mayor cantidad de goles marcados en los partidos entre los equipos en cuestión.
- Mayor cantidad de goles marcados en condición de visitante (si el empate es solo entre dos equipos).
- Bajo la aprobación de la Comisión Organizadora de la FIFA, un partido de desempate en un campo neutral con un tiempo extra de dos periodos de 15 minutos y tiros desde el punto penal si fuese necesario.

Al término de todos los partidos clasifican a la Copa Mundial de Fútbol de 2018 los dos primeros lugares de cada grupo, mientras que los terceros clasificados pasan a disputar la cuarta ronda del torneo clasificatorio.

## Calendario
El calendario de la tercera ronda fue presentado una vez celebrado el sorteo.
| Jornada    | Fecha                   | Orden de los partidos  |
| ---------- | ----------------------- | ---------------------- |
| Jornada 1  | 1 de septiembre de 2016 | 1 vs 5, 2 vs 4, 3 vs 6 |
| Jornada 2  | 6 de septiembre de 2016 | 5 vs 3, 6 vs 2, 4 vs 1 |
| Jornada 3  | 6 de octubre de 2016    | 3 vs 1, 4 vs 6, 2 vs 5 |
| Jornada 4  | 11 de octubre de 2016   | 5 vs 6, 3 vs 4, 1 vs 2 |
| Jornada 5  | 15 de noviembre de 2016 | 4 vs 5, 6 vs 1, 2 vs 3 |
| Jornada 6  | 23 de marzo de 2017     | 5 vs 1, 4 vs 2, 6 vs 3 |
| Jornada 7  | 28 de marzo de 2017     | 3 vs 5, 2 vs 6, 1 vs 4 |
| Jornada 8  | 13 de junio de 2017     | 1 vs 3, 6 vs 4, 5 vs 2 |
| Jornada 9  | 31 de agosto de 2017    | 6 vs 5, 4 vs 3, 2 vs 1 |
| Jornada 10 | 5 de septiembre de 2017 | 5 vs 4, 1 vs 6, 3 vs 2 |

## Resultados
- Las horas indicadas corresponden al huso horario local de la ciudad sede de cada partido.

     – Clasificados a la Copa Mundial de Fútbol de 2018.      – Clasificados a la cuarta ronda.

### Grupo A
| Selección     | Pts. | PJ | PG | PE | PP | GF | GC | Dif |
| ------------- | ---- | -- | -- | -- | -- | -- | -- | --- |
| Irán          | 22   | 10 | 6  | 4  | 0  | 10 | 2  | +8  |
| Corea del Sur | 15   | 10 | 4  | 3  | 3  | 11 | 10 | +1  |
| Siria         | 13   | 10 | 3  | 4  | 3  | 9  | 8  | +1  |
| Uzbekistán    | 13   | 10 | 4  | 1  | 5  | 6  | 7  | -1  |
| China         | 12   | 10 | 3  | 3  | 4  | 7  | 9  | -2  |
| Catar         | 7    | 10 | 2  | 1  | 7  | 8  | 15 | -7  |

| 1 de septiembre de 2016                  | Irán                                        | 2:0 (0:0)                | Catar | Estadio Azadi, Teherán                                              |                                                                     |
| 21:00 UTC+4:30                           | Ghoochannejhad 90'+4' · Jahanbakhsh 90'+11' | FIFA Reporte AFC Reporte |       | Asistencia: 78 000 espectadores Árbitro(s): Crishantha Dilan Perera | Asistencia: 78 000 espectadores Árbitro(s): Crishantha Dilan Perera |
| Jugador del partido: Andranik Teymourian |                                             |                          |       |                                                                     |                                                                     |

| 1 de septiembre de 2016            | Corea del Sur                             | 3:2 (1:0)                | China                  | Estadio Mundialista de Seúl, Seúl                                   |                                                                     |
| 20:00 UTC+9                        | Zheng 20' (a.g.) · Lee C.Y. 62' · Koo 66' | FIFA Reporte AFC Reporte | Yu H. 73' · Hao J. 76' | Asistencia: 51 238 espectadores Árbitro(s): Mohammed Abdulla Hassan | Asistencia: 51 238 espectadores Árbitro(s): Mohammed Abdulla Hassan |
| Jugador del partido: Son Heung-Min |                                           |                          |                        |                                                                     |                                                                     |

| 1 de septiembre de 2016                 | Uzbekistán   | 1:0 (0:0)                | Siria | Estadio Bunyodkor, Taskent                             |                                                        |
| 20:00 UTC+5                             | Geynrikh 74' | FIFA Reporte AFC Reporte |       | Asistencia: 29 100 espectadores Árbitro(s): Ryuji Sato | Asistencia: 29 100 espectadores Árbitro(s): Ryuji Sato |
| Jugador del partido: Alexander Geynrikh |              |                          |       |                                                        |                                                        |

| 6 de septiembre de 2016           | Catar | 0:1 (0:0)                | Uzbekistán  | Estadio Jassim Bin Hamad, Doha                          |                                                         |
| 19:00 UTC+3                       |       | FIFA Reporte AFC Reporte | Krimets 86' | Asistencia: 7898 espectadores Árbitro(s): Ali Abdulnabi | Asistencia: 7898 espectadores Árbitro(s): Ali Abdulnabi |
| Jugador del partido: Egor Krimets |       |                          |             |                                                         |                                                         |

| 6 de septiembre de 2016            | Siria | 0:0                      | Corea del Sur | Estadio Tuanku Abdul Rahman, Seremban (Malasia)       |                                                       |
| 20:00 UTC+8                        |       | FIFA Reporte AFC Reporte |               | Asistencia: 4350 espectadores Árbitro(s): Chris Beath | Asistencia: 4350 espectadores Árbitro(s): Chris Beath |
| Jugador del partido: Ki Sung-Yueng |       |                          |               |                                                       |                                                       |

| 6 de septiembre de 2016            | China | 0:0                      | Irán | Estadio Olímpico de Shenyang, Shenyang                               |                                                                      |
| 19:35 UTC+8                        |       | FIFA Reporte AFC Reporte |      | Asistencia: 35 776 espectadores Árbitro(s): Adham Mohammad Makhadmeh | Asistencia: 35 776 espectadores Árbitro(s): Adham Mohammad Makhadmeh |
| Jugador del partido: Zhao Mingjian |       |                          |      |                                                                      |                                                                      |

| 6 de octubre de 2016                | Uzbekistán | 0:1 (0:1)                | Irán         | Estadio Bunyodkor, Taskent                                    |                                                               |
| 18:00 UTC+5                         |            | FIFA Reporte AFC Reporte | Hosseini 27' | Asistencia: 34 000 espectadores Árbitro(s): Benjamin Williams | Asistencia: 34 000 espectadores Árbitro(s): Benjamin Williams |
| Jugador del partido: Jalal Hosseini |            |                          |              |                                                               |                                                               |

| 6 de octubre de 2016                  | China | 0:1 (0:0)                | Siria        | Estadio Provincia Shaanxi, Xi'an                                |                                                                 |
| 19:35 UTC+8                           |       | FIFA Reporte AFC Reporte | Al-Mawas 54' | Asistencia: 37 368 espectadores Árbitro(s): Muhammad Bin Jahari | Asistencia: 37 368 espectadores Árbitro(s): Muhammad Bin Jahari |
| Jugador del partido: Mahmoud Al-Mawas |       |                          |              |                                                                 |                                                                 |

| 6 de octubre de 2016               | Corea del Sur             | 3:2 (1:2)                | Catar                            | Estadio Mundialista de Suwon, Suwon                                      |                                                                          |
| 20:00 UTC+9                        | Ki 11' · Ji 56' · Son 58' | FIFA Reporte AFC Reporte | Al Haidos 16' (pen.) · Soria 45' | Asistencia: 32 550 espectadores Árbitro(s): Mohd Amirul Izwan bin Yaacob | Asistencia: 32 550 espectadores Árbitro(s): Mohd Amirul Izwan bin Yaacob |
| Jugador del partido: Son Heung-Min |                           |                          |                                  |                                                                          |                                                                          |

| 11 de octubre de 2016                         | Catar                | 1:0 (1:0)                | Siria | Estadio Jassim Bin Hamad, Doha                         |                                                        |
| 19:00 UTC+3                                   | Al Haidos 37' (pen.) | FIFA Reporte AFC Reporte |       | Asistencia: 9940 espectadores Árbitro(s): Ahmed Al-Kaf | Asistencia: 9940 espectadores Árbitro(s): Ahmed Al-Kaf |
| Jugador del partido: Ahmed Yasser Abdelrahman |                      |                          |       |                                                        |                                                        |

| 11 de octubre de 2016                | Uzbekistán                 | 2:0 (0:0)                | China | Estadio Bunyodkor, Taskent                                         |                                                                    |
| 18:00 UTC+5                          | Bikmaev 50' · Shukurov 85' | FIFA Reporte AFC Reporte |       | Asistencia: 21 503 espectadores Árbitro(s): Hettikamkanamge Perera | Asistencia: 21 503 espectadores Árbitro(s): Hettikamkanamge Perera |
| Jugador del partido: Otabek Shukurov |                            |                          |       |                                                                    |                                                                    |

| 11 de octubre de 2016              | Irán       | 1:0 (1:0)                | Corea del Sur | Estadio Azadi, Teherán                                 |                                                        |
| 18:15 UTC+4:30                     | Azmoun 25' | FIFA Reporte AFC Reporte |               | Asistencia: 75 800 espectadores Árbitro(s): Ryūji Satō | Asistencia: 75 800 espectadores Árbitro(s): Ryūji Satō |
| Jugador del partido: Sardar Azmoun |            |                          |               |                                                        |                                                        |

| 15 de noviembre de 2016            | China | 0:0                      | Catar | Estadio Tuodong, Kunming                                               |                                                                        |
| 19:35 UTC+8                        |       | FIFA Reporte AFC Reporte |       | Asistencia: 32 763 espectadores Árbitro(s): Mohanad Qasim Eesee Sarray | Asistencia: 32 763 espectadores Árbitro(s): Mohanad Qasim Eesee Sarray |
| Jugador del partido: Jiang Zhipeng |       |                          |       |                                                                        |                                                                        |

| 15 de noviembre de 2016          | Siria | 0:0                      | Irán | Estadio Tuanku Abdul Rahman, Seremban (Malasia)              |                                                              |
| 20:00 UTC+8                      |       | FIFA Reporte AFC Reporte |      | Asistencia: 4560 espectadores Árbitro(s): Ali Sabah Al-Qaysi | Asistencia: 4560 espectadores Árbitro(s): Ali Sabah Al-Qaysi |
| Jugador del partido: Omar Khrbin |       |                          |      |                                                              |                                                              |

| 15 de noviembre de 2016          | Corea del Sur     | 2:1 (0:1)                | Uzbekistán  | Estadio Mundialista de Seúl, Seúl                            |                                                              |
| 20:00 UTC+9                      | Nam 67' · Koo 85' | FIFA Reporte AFC Reporte | Bikmaev 25' | Asistencia: 30 526 espectadores Árbitro(s): Fahad Al-Mirdasi | Asistencia: 30 526 espectadores Árbitro(s): Fahad Al-Mirdasi |
| Jugador del partido: Nam Tae-Hee |                   |                          |             |                                                              |                                                              |

| 23 de marzo de 2017               | Catar | 0:1 (0:0)                | Irán       | Estadio Jassim Bin Hamad, Doha                           |                                                          |
| 19:00 UTC+3                       |       | FIFA Reporte AFC Reporte | Taremi 52' | Asistencia: 10 237 espectadores Árbitro(s): Liu Kwok Man | Asistencia: 10 237 espectadores Árbitro(s): Liu Kwok Man |
| Jugador del partido: Mehdi Taremi |       |                          |            |                                                          |                                                          |

| 23 de marzo de 2017             | China     | 1:0 (1:0)                | Corea del Sur | Estadio Helong, Changsha                                |                                                         |
| 19:35 UTC+8                     | Yu D. 34' | FIFA Reporte AFC Reporte |               | Asistencia: 30 950 espectadores Árbitro(s): Peter Green | Asistencia: 30 950 espectadores Árbitro(s): Peter Green |
| Jugador del partido: Zeng Cheng |           |                          |               |                                                         |                                                         |

| 23 de marzo de 2017              | Siria         | 1:0 (0:0)                | Uzbekistán | Estadio Hang Jebat, Malaca (Malasia)                               |                                                                    |
| 20:00 UTC+8                      | Khrbin 90'+1' | FIFA Reporte AFC Reporte |            | Asistencia: 350 espectadores Árbitro(s): Mohammed Abdulla Mohammed | Asistencia: 350 espectadores Árbitro(s): Mohammed Abdulla Mohammed |
| Jugador del partido: Omar Khrbin |               |                          |            |                                                                    |                                                                    |

| 28 de marzo de 2017               | Uzbekistán  | 1:0 (0:0)                | Catar | Estadio Bunyodkor, Taskent                                 |                                                            |
| 18:00 UTC+5                       | Ahmedov 65' | FIFA Reporte AFC Reporte |       | Asistencia: 19 000 espectadores Árbitro(s): Mohanad Sarray | Asistencia: 19 000 espectadores Árbitro(s): Mohanad Sarray |
| Jugador del partido: Igor Sergeev |             |                          |       |                                                            |                                                            |

| 28 de marzo de 2017                | Corea del Sur | 1:0 (1:0)                | Siria | Estadio Mundialista de Suwon, Suwon                         |                                                             |
| 20:00 UTC+9                        | Hong 4'       | FIFA Reporte AFC Reporte |       | Asistencia: 30 352 espectadores Árbitro(s): Adham Makhadmeh | Asistencia: 30 352 espectadores Árbitro(s): Adham Makhadmeh |
| Jugador del partido: Ki Sung-Yueng |               |                          |       |                                                             |                                                             |

| 28 de marzo de 2017                 | Irán       | 1:0 (0:0)                | China | Estadio Azadi, Teherán                                          |                                                                 |
| 16:30 UTC+4:30                      | Taremi 46' | FIFA Reporte AFC Reporte |       | Asistencia: 78 115 espectadores Árbitro(s): Muhammad Bin Jahari | Asistencia: 78 115 espectadores Árbitro(s): Muhammad Bin Jahari |
| Jugador del partido: Masoud Shojaei |            |                          |       |                                                                 |                                                                 |

| 12 de junio de 2017               | Irán                    | 2:0 (1:0)                | Uzbekistán | Estadio Azadi, Teherán                                   |                                                          |
| 21:15 UTC+4:30                    | Azmoun 23' · Taremi 88' | FIFA Reporte AFC Reporte |            | Asistencia: 59 730 espectadores Árbitro(s): Ahmed Al-Kaf | Asistencia: 59 730 espectadores Árbitro(s): Ahmed Al-Kaf |
| Jugador del partido: Mehdi Taremi |                         |                          |            |                                                          |                                                          |

| 13 de junio de 2017                 | Siria                                 | 2:2 (1:0)                | China                          | Estadio Hang Jebat, Malaca (Malasia)                       |                                                            |
| 21:45 UTC+8                         | Al-Mawas 12' (pen.) · Al Saleh 90'+3' | FIFA Reporte AFC Reporte | Gao Lin 68' (pen.) · Wu Xi 75' | Asistencia: 4737 espectadores Árbitro(s): Ammar Al-Jeneibi | Asistencia: 4737 espectadores Árbitro(s): Ammar Al-Jeneibi |
| Jugador del partido: Ahmad Al Saleh |                                       |                          |                                |                                                            |                                                            |

| 13 de junio de 2017                   | Catar                        | 3:2 (1:0)                | Corea del Sur                          | Estadio Jassim Bin Hamad, Doha                                   |                                                                  |
| 22:00 UTC+3                           | Al Haidos 25' 75' · Afif 51' | FIFA Reporte AFC Reporte | Ki Sung-yueng 62' · Hwang Hee-chan 70' | Asistencia: 5373 espectadores Árbitro(s): Hettikamkanamge Perera | Asistencia: 5373 espectadores Árbitro(s): Hettikamkanamge Perera |
| Jugador del partido: Hassan Al Haidos |                              |                          |                                        |                                                                  |                                                                  |

| 31 de agosto de 2017             | Siria                           | 3:1 (1:1)                | Catar         | Estadio Hang Jebat, Malaca (Malasia)                        |                                                             |
| 20:00 UTC+8                      | Khrbin 7' 54' · Al-Mawas 90'+5' | FIFA Reporte AFC Reporte | Assadalla 35' | Asistencia: 300 espectadores Árbitro(s): Ali Sabah Al-Qaysi | Asistencia: 300 espectadores Árbitro(s): Ali Sabah Al-Qaysi |
| Jugador del partido: Omar Khrbin |                                 |                          |               |                                                             |                                                             |

| 31 de agosto de 2017         | China              | 1:0 (0:0)                | Uzbekistán | Wuhan Sports Center Stadium, Wuhan                                 |                                                                    |
| 20:00 UTC+8                  | Gao Lin 84' (pen.) | FIFA Reporte AFC Reporte |            | Asistencia: 51 666 espectadores Árbitro(s): Hettikamkanamge Perera | Asistencia: 51 666 espectadores Árbitro(s): Hettikamkanamge Perera |
| Jugador del partido: Gao Lin |                    |                          |            |                                                                    |                                                                    |

| 31 de agosto de 2017               | Corea del Sur | 0:0                      | Irán | Estadio Mundialista de Seúl, Seúl                       |                                                         |
| 21:00 UTC+9                        |               | FIFA Reporte AFC Reporte |      | Asistencia: 63 124 espectadores Árbitro(s): Peter Green | Asistencia: 63 124 espectadores Árbitro(s): Peter Green |
| Jugador del partido: Son Heung-min |               |                          |      |                                                         |                                                         |

| 5 de septiembre de 2017     | Catar    | 1:2 (0:0)                | China                     | Estadio Internacional Jalifa, Doha                     |                                                        |
| 18:00 UTC+3                 | Afif 47' | FIFA Reporte AFC Reporte | Zhi Xiao 74' · Wu Lei 84' | Asistencia: 5686 espectadores Árbitro(s): Ahmed Al-Kaf | Asistencia: 5686 espectadores Árbitro(s): Ahmed Al-Kaf |
| Jugador del partido: Wu Lei |          |                          |                           |                                                        |                                                        |

| 5 de septiembre de 2017            | Irán           | 2:2 (1:1)                | Siria                       | Estadio Azadi, Teherán                                 |                                                        |
| 19:30 UTC+4:30                     | Azmoun 45' 64' | FIFA Reporte AFC Reporte | Mohamd 13' · Al Soma 90'+3' | Asistencia: 62 165 espectadores Árbitro(s): Ryuji Sato | Asistencia: 62 165 espectadores Árbitro(s): Ryuji Sato |
| Jugador del partido: Sardar Azmoun |                |                          |                             |                                                        |                                                        |

| 5 de septiembre de 2017            | Uzbekistán | 0:0                      | Corea del Sur | Estadio Bunyodkor, Taskent                                      |                                                                 |
| 20:00 UTC+5                        |            | FIFA Reporte AFC Reporte |               | Asistencia: 34 000 espectadores Árbitro(s): Muhammad Bin Jahari | Asistencia: 34 000 espectadores Árbitro(s): Muhammad Bin Jahari |
| Jugador del partido: Odil Akhmedov |            |                          |               |                                                                 |                                                                 |

### Grupo B
| Selección              | Pts. | PJ | PG | PE | PP | GF | GC | Dif |
| ---------------------- | ---- | -- | -- | -- | -- | -- | -- | --- |
| Japón                  | 20   | 10 | 6  | 2  | 2  | 17 | 7  | +10 |
| Arabia Saudita         | 19   | 10 | 6  | 1  | 3  | 17 | 10 | +7  |
| Australia              | 19   | 10 | 5  | 4  | 1  | 16 | 11 | +5  |
| Emiratos Árabes Unidos | 13   | 10 | 4  | 1  | 5  | 10 | 13 | -3  |
| Irak                   | 11   | 10 | 3  | 2  | 5  | 11 | 12 | -1  |
| Tailandia              | 2    | 10 | 0  | 2  | 8  | 6  | 24 | -18 |

| 1 de septiembre de 2016         | Australia              | 2:0 (0:0)                | Irak | Perth Oval, Perth                                           |                                                             |
| 18:30 UTC+8                     | Luongo 58' · Juric 64' | FIFA Reporte AFC Reporte |      | Asistencia: 18 923 espectadores Árbitro(s): Alireza Faghani | Asistencia: 18 923 espectadores Árbitro(s): Alireza Faghani |
| Jugador del partido: Aaron Mooy |                        |                          |      |                                                             |                                                             |

| 1 de septiembre de 2016            | Japón     | 1:2 (1:1)                | Emiratos Árabes Unidos | Estadio Saitama 2002, Saitama                                     |                                                                   |
| 19:35 UTC+9                        | Honda 11' | FIFA Reporte AFC Reporte | Khalil 20' 54' (pen.)  | Asistencia: 58 895 espectadores Árbitro(s): Abdulrahman Al-Jassim | Asistencia: 58 895 espectadores Árbitro(s): Abdulrahman Al-Jassim |
| Jugador del partido: Keisuke Honda |           |                          |                        |                                                                   |                                                                   |

| 1 de septiembre de 2016            | Arabia Saudita     | 1:0 (0:0)                | Tailandia | Estadio Rey Fahd, Riad                              |                                                     |
| 20:30 UTC+3                        | Al Abid 84' (pen.) | FIFA Reporte AFC Reporte |           | Asistencia: 40 983 espectadores Árbitro(s): Fu Ming | Asistencia: 40 983 espectadores Árbitro(s): Fu Ming |
| Jugador del partido: Nawaf Al Abid |                    |                          |           |                                                     |                                                     |

| 6 de septiembre de 2016            | Irak             | 1:2 (1:0)                | Arabia Saudita                | Estadio Shah Alam, Shah Alam (Malasia)                    |                                                           |
| 19:00 UTC+8                        | Abdul-Raheem 18' | FIFA Reporte AFC Reporte | Al Abid 81' (pen.) 88' (pen.) | Asistencia: 3400 espectadores Árbitro(s): Khamis Al Marri | Asistencia: 3400 espectadores Árbitro(s): Khamis Al Marri |
| Jugador del partido: Nawaf Al Abid |                  |                          |                               |                                                           |                                                           |

| 6 de septiembre de 2016              | Tailandia | 0:2 (0:1)                | Japón                     | Estadio Rajamangala, Bangkok                             |                                                          |
| 19:15 UTC+7                          |           | FIFA Reporte AFC Reporte | Haraguchi 17' · Asano 75' | Asistencia: 44 500 espectadores Árbitro(s): Mohsen Torky | Asistencia: 44 500 espectadores Árbitro(s): Mohsen Torky |
| Jugador del partido: Genki Haraguchi |           |                          |                           |                                                          |                                                          |

| 6 de septiembre de 2016         | Emiratos Árabes Unidos | 0:1 (0:0)                | Australia  | Estadio Mohammed Bin Zayed, Abu Dabi                                     |                                                                          |
| 19:30 UTC+4                     |                        | FIFA Reporte AFC Reporte | Cahill 75' | Asistencia: 40 893 espectadores Árbitro(s): Mohd Amirul Izwan bin Yaacob | Asistencia: 40 893 espectadores Árbitro(s): Mohd Amirul Izwan bin Yaacob |
| Jugador del partido: Tim Cahill |                        |                          |            |                                                                          |                                                                          |

| 6 de octubre de 2016            | Arabia Saudita                 | 2:2 (1:1)                | Australia                 | King Abdullah Sports City, Yeda |                             |
| 20:45 UTC+3                     | Al-Jassim 5' · Al-Shamrani 79' | FIFA Reporte AFC Reporte | Sainsbury 45' · Juric 71' | Árbitro(s): Ravshan Irmatov     | Árbitro(s): Ravshan Irmatov |
| Jugador del partido: Aaron Mooy |                                |                          |                           |                                 |                             |

| 6 de octubre de 2016              | Emiratos Árabes Unidos           | 3:1 (1:0)                | Tailandia    | Estadio Mohammed bin Zayed, Abu Dabi                     |                                                          |
| 20:00 UTC+4                       | Mabkhout 14' 47' · Khalil 90'+3' | FIFA Reporte AFC Reporte | Chanabut 65' | Asistencia: 18 242 espectadores Árbitro(s): Liu Kwok Man | Asistencia: 18 242 espectadores Árbitro(s): Liu Kwok Man |
| Jugador del partido: Ali Mabkhout |                                  |                          |              |                                                          |                                                          |

| 6 de octubre de 2016                 | Japón                            | 2:1 (1:0)                | Irak       | Estadio Saitama 2002, Saitama                            |                                                          |
| 19:35 UTC+9                          | Haraguchi 26' · Yamaguchi 90'+5' | FIFA Reporte AFC Reporte | Luaibi 60' | Asistencia: 57 768 espectadores Árbitro(s): Kim Dong-Jin | Asistencia: 57 768 espectadores Árbitro(s): Kim Dong-Jin |
| Jugador del partido: Genki Haraguchi |                                  |                          |            |                                                          |                                                          |

| 11 de octubre de 2016                      | Irak                           | 4:0 (2:0)                | Tailandia | Estadio PAS, Teherán (Irán)                       |                                                   |
| 16:00 UTC+3:30                             | Abdul-Raheem 7' 25' 87' 90'+4' | FIFA Reporte AFC Reporte |           | Asistencia: 2255 espectadores Árbitro(s): Ma Ning | Asistencia: 2255 espectadores Árbitro(s): Ma Ning |
| Jugador del partido: Mohannad Abdul-Raheem |                                |                          |           |                                                   |                                                   |

| 11 de octubre de 2016              | Arabia Saudita                                   | 3:0 (0:0)                | Emiratos Árabes Unidos | King Abdullah Sports City, Yeda                            |                                                            |
| 20:45 UTC+3                        | Al-Muwallad 73' · Al Abid 79' · Al-Shehri 90'+2' | FIFA Reporte AFC Reporte |                        | Asistencia: 60 102 espectadores Árbitro(s): Kim Jong-Hyeok | Asistencia: 60 102 espectadores Árbitro(s): Kim Jong-Hyeok |
| Jugador del partido: Nawaf Al Abid |                                                  |                          |                        |                                                            |                                                            |

| 11 de octubre de 2016                | Australia          | 1:1 (0:1)                | Japón        | Estadio Docklands, Melbourne                                |                                                             |
| 20:00 UTC+11                         | Jedinak 52' (pen.) | FIFA Reporte AFC Reporte | Haraguchi 5' | Asistencia: 48 460 espectadores Árbitro(s): Nawaf Shukralla | Asistencia: 48 460 espectadores Árbitro(s): Nawaf Shukralla |
| Jugador del partido: Genki Haraguchi |                    |                          |              |                                                             |                                                             |

| 15 de noviembre de 2016           | Emiratos Árabes Unidos    | 2:0 (1:0)                | Irak | Estadio Mohammed Bin Zayed, Abu Dabi                        |                                                             |
| 19:20 UTC+4                       | Khalil 26' · Matar 90'+3' | FIFA Reporte AFC Reporte |      | Asistencia: 14 583 espectadores Árbitro(s): Ilgiz Tantashev | Asistencia: 14 583 espectadores Árbitro(s): Ilgiz Tantashev |
| Jugador del partido: Ahmed Khalil |                           |                          |      |                                                             |                                                             |

| 15 de noviembre de 2016              | Tailandia             | 2:2 (1:1)                | Australia             | Estadio Rajamangala, Bangkok                               |                                                            |
| 19:00 UTC+7                          | Dangda 20' 57' (pen.) | FIFA Reporte AFC Reporte | Jedinak 9' 65' (pen.) | Asistencia: 36 534 espectadores Árbitro(s): Fahad Al-Marri | Asistencia: 36 534 espectadores Árbitro(s): Fahad Al-Marri |
| Jugador del partido: Teerasil Dangda |                       |                          |                       |                                                            |                                                            |

| 15 de noviembre de 2016              | Japón                               | 2:1 (1:0)                | Arabia Saudita | Estadio Saitama 2002, Saitama                                   |                                                                 |
| 19:35 UTC+9                          | Kiyotake 45' (pen.) · Haraguchi 80' | FIFA Reporte AFC Reporte | Othman 90'     | Asistencia: 58 420 espectadores Árbitro(s): Muhammad Bin Jahari | Asistencia: 58 420 espectadores Árbitro(s): Muhammad Bin Jahari |
| Jugador del partido: Genki Haraguchi |                                     |                          |                |                                                                 |                                                                 |

| 23 de marzo de 2017               | Irak       | 1:1 (0:1)                | Australia  | Estadio PAS, Teherán (Irán)                              |                                                          |
| 16:30 UTC+4:30                    | Yaseen 76' | FIFA Reporte AFC Reporte | Leckie 39' | Asistencia: 3270 espectadores Árbitro(s): Kim Jong-Hyeok | Asistencia: 3270 espectadores Árbitro(s): Kim Jong-Hyeok |
| Jugador del partido: Ahmed Yaseen |            |                          |            |                                                          |                                                          |

| 23 de marzo de 2017                 | Emiratos Árabes Unidos | 0:2 (0:1)                | Japón                | Estadio Hazza bin Zayed, Al-Ain                              |                                                              |
| 19:30 UTC+4                         |                        | FIFA Reporte AFC Reporte | Kubo 13' · Konno 51' | Asistencia: 23 725 espectadores Árbitro(s): Yasuyuki Irmatov | Asistencia: 23 725 espectadores Árbitro(s): Yasuyuki Irmatov |
| Jugador del partido: Yasuyuki Konno |                        |                          |                      |                                                              |                                                              |

| 23 de marzo de 2017                      | Tailandia | 0:3 (0:1)                | Arabia Saudita                                           | Estadio Rajamangala, Bangkok                                |                                                             |
| 19:00 UTC+7                              |           | FIFA Reporte AFC Reporte | Al-Sahlawi 25' · Kesarat 84' (a.g.) · Al-Muwashar 90'+2' | Asistencia: 41 613 espectadores Árbitro(s): Ali Alsamaheeji | Asistencia: 41 613 espectadores Árbitro(s): Ali Alsamaheeji |
| Jugador del partido: Mohammed Al-Sahlawi |           |                          |                                                          |                                                             |                                                             |

| 28 de marzo de 2017                  | Arabia Saudita | 1:0 (0:0)                | Irak | King Abdullah Sports City, Yeda                                |                                                                |
| 20:30 UTC+3                          | Al-Shehri 53'  | FIFA Reporte AFC Reporte |      | Asistencia: 60 153 espectadores Árbitro(s): Valentin Kovalenko | Asistencia: 60 153 espectadores Árbitro(s): Valentin Kovalenko |
| Jugador del partido: Yahia Al-Shehri |                |                          |      |                                                                |                                                                |

| 28 de marzo de 2017            | Japón                                            | 4:0 (2:0)                | Tailandia | Estadio Saitama 2002, Saitama                            |                                                          |
| 19:35 UTC+9                    | Kagawa 8' · Okazaki 19' · Kubo 57' · Yoshida 83' | FIFA Reporte AFC Reporte |           | Asistencia: 59 003 espectadores Árbitro(s): Kim Dong-Jin | Asistencia: 59 003 espectadores Árbitro(s): Kim Dong-Jin |
| Jugador del partido: Yuya Kubo |                                                  |                          |           |                                                          |                                                          |

| 28 de marzo de 2017                | Australia              | 2:0 (1:0)                | Emiratos Árabes Unidos | Estadio de Fútbol de Sídney, Sídney                      |                                                          |
| 20:00 UTC+11                       | Irvine 7' · Leckie 78' | FIFA Reporte AFC Reporte |                        | Asistencia: 27 328 espectadores Árbitro(s): Ahmed Al-Kaf | Asistencia: 27 328 espectadores Árbitro(s): Ahmed Al-Kaf |
| Jugador del partido: Mathew Leckie |                        |                          |                        |                                                          |                                                          |

| 8 de junio de 2017              | Australia                | 3:2 (2:2)                | Arabia Saudita                     | Adelaide Oval, Adelaida                                     |                                                             |
| 19:30 (UTC+9:30)                | Juric 7' 36' · Rogić 64' | FIFA Reporte AFC Reporte | Al-Dawsari 23' · Al-Sahlawi 45'+2' | Asistencia: 29 875 espectadores Árbitro(s): Ravshan Irmatov | Asistencia: 29 875 espectadores Árbitro(s): Ravshan Irmatov |
| Jugador del partido: Tomi Juric |                          |                          |                                    |                                                             |                                                             |

| 13 de junio de 2017                    | Tailandia     | 1:1 (0:0)                | Emiratos Árabes Unidos | Estadio Rajamangala, Bangkok                              |                                                           |
| 19:00 UTC+7                            | Thosakrai 69' | FIFA Reporte AFC Reporte | Mabkhout 90'+3'        | Asistencia: 24 417 espectadores Árbitro(s): Muhammad Taqi | Asistencia: 24 417 espectadores Árbitro(s): Muhammad Taqi |
| Jugador del partido: Mongkol Thosakrai |               |                          |                        |                                                           |                                                           |

| 13 de junio de 2017             | Irak      | 1:1 (0:1)                | Japón    | Estadio PAS, Teherán (Irán)                      |                                                  |
| 16:55 UTC+4:30                  | Kamil 73' | FIFA Reporte AFC Reporte | Osako 8' | Asistencia: 983 espectadores Árbitro(s): Fu Ming | Asistencia: 983 espectadores Árbitro(s): Fu Ming |
| Jugador del partido: Yūya Ōsako |           |                          |          |                                                  |                                                  |

| 29 de agosto de 2017             | Emiratos Árabes Unidos    | 2:1 (1:1)                | Arabia Saudita     | Estadio Hazza bin Zayed, Al-Ain                            |                                                            |
| 20:30 UTC+4                      | Mabkhout 21' · Khalil 60' | FIFA Reporte AFC Reporte | Al Abid 20' (pen.) | Asistencia: 10 221 espectadores Árbitro(s): Kim Jong-hyeok | Asistencia: 10 221 espectadores Árbitro(s): Kim Jong-hyeok |
| Jugador del partido: Tariq Ahmed |                           |                          |                    |                                                            |                                                            |

| 31 de agosto de 2017              | Tailandia          | 1:2 (0:1)                | Irak                          | Estadio Rajamangala, Bangkok                                |                                                             |
| 19:00 UTC+7                       | Ibrahim 63' (a.g.) | FIFA Reporte AFC Reporte | Meram 34' · Luaibi 84' (pen.) | Asistencia: 22 604 espectadores Árbitro(s): Nawaf Shukralla | Asistencia: 22 604 espectadores Árbitro(s): Nawaf Shukralla |
| Jugador del partido: Justin Meram |                    |                          |                               |                                                             |                                                             |

| 31 de agosto de 2017                 | Japón                    | 2:0 (1:0)                | Australia | Estadio Saitama 2002, Saitama                               |                                                             |
| 19:35 UTC+9                          | Asano 41' · Ideguchi 82' | FIFA Reporte AFC Reporte |           | Asistencia: 59 492 espectadores Árbitro(s): Alireza Faghani | Asistencia: 59 492 espectadores Árbitro(s): Alireza Faghani |
| Jugador del partido: Yosuke Ideguchi |                          |                          |           |                                                             |                                                             |

| 5 de septiembre de 2017            | Irak        | 1:0 (1:0)                | Emiratos Árabes Unidos | Estadio Internacional de Amán, Amán (Jordania)            |                                                           |
| 17:00 UTC+3                        | Hussein 29' | FIFA Reporte AFC Reporte |                        | Asistencia: 2185 espectadores Árbitro(s): Adham Makhadmeh | Asistencia: 2185 espectadores Árbitro(s): Adham Makhadmeh |
| Jugador del partido: Aymen Hussein |             |                          |                        |                                                           |                                                           |

| 5 de septiembre de 2017            | Australia              | 2:1 (0:0)                | Tailandia | Estadio Rectangular de Melbourne, Melbourne              |                                                          |
| 20:00 UTC+10                       | Juric 69' · Leckie 86' | FIFA Reporte AFC Reporte | Anan 82'  | Asistencia: 26 393 espectadores Árbitro(s): Liu Kwok Man | Asistencia: 26 393 espectadores Árbitro(s): Liu Kwok Man |
| Jugador del partido: Mathew Leckie |                        |                          |           |                                                          |                                                          |

| 5 de septiembre de 2017                  | Arabia Saudita  | 1:0 (0:0)                | Japón | King Abdullah Sports City, Yeda                                |                                                                |
| 20:30 UTC+3                              | Al-Muwallad 63' | FIFA Reporte AFC Reporte |       | Asistencia: 62 165 espectadores Árbitro(s): Valentin Kovalenko | Asistencia: 62 165 espectadores Árbitro(s): Valentin Kovalenko |
| Jugador del partido: Omar Ibrahim Othman |                 |                          |       |                                                                |                                                                |